# Струженцев, Алексей Николаевич
Алексей Николаевич Струженцев (1 марта 1917, деревня Плеханово, Бурцевская волость, Ржевский уезд, Тверская губерния — 1987) — советский тренер по греко-римской борьбе. Заслуженный тренер СССР. Судья всесоюзной категории по греко-римской и вольной борьбе (1954).

## Биография
Родился 1 марта 1917 года в Тверской губернии.
Участвовал в Великой Отечественной войне, имел звание старшего лейтенанта, служил начальником физической подготовки в Ленинградском военном училище связи имени Ленсовета. Окончил ГДОИФК им. П. Ф. Лесгафта.
Занимался греко-римской борьбой. Был тренером-преподавателем в Военном училище связи в 1940—1946 гг. Затем — тренер-преподаватель и старший преподаватель ВИФКа в 1946—1964 гг.
Старший тренер сборной Ленинграда по греко-римской борьбе, тренер сборной СССР в 1960—1970-х гг. Тренер СКА (Ленинград) — до 1977 года. Подполковник.
За долгие годы тренерской деятельности воспитал множество выдающихся спортсменов. В 1964 году за успехи в деле подготовки борцов был удостоен почётного звания «Заслуженный тренер СССР». Среди его подопечных — П. Лушенков и А. Рощин, Заслуженный мастер спорта СССР, чемпион и призёр Олимпийских игр, чемпионатов Европы и мира.
Занимался научной и педагогической деятельностью, работал в соавторстве над составлением методических пособий.
Награждён орденами Красной Звезды и «Знак Почета», медалями «За победу над Германией в Великой Отечественной войне 1941—1945 гг.» (ноябрь 1945), «За трудовую доблесть», «За боевые заслуги». Его имя вписано в список Зала славы ГДОИФКа им. П. Ф Лесгафта.
Умер в октябре 1987 года в Ленинграде. Похоронен на Волковском православном кладбище города.

### Публикации
- Борьба классическая : (Пособие по обучению и тренировке) / С. П. Заиц, А. Н. Струженцев, С. Г. Павлов. — М.: Воениздат, 1953[6].